# Gear.Club Unlimited 2
Gear.Club Unlimited 2 es un videojuego de carreras desarrollado por Eden Games y publicado por Microids, y lanzado para Nintendo Switch. Fue lanzado en Norteamérica el 3 de diciembre de 2018, el 13 de diciembre de 2018 en Japón y el 16 de enero de 2019 en China. En 2021 fue lanzado para Mac y Windows el 7 de diciembre de 2021 y para PlayStation 4, PlayStation 5, Xbox One y Xbox Series X/S el 14 de diciembre de 2021.

## Jugabilidad
El juego principal de Unlimited 2 es bastante similar al de sus predecesores. Al igual que Unlimited, este juego es un juego premium completo y no hay microtransacciones ni una moneda secundaria (oro). El jugador comienza el juego con un MINI John Cooper Works gratis . Después de completar la prueba de manejo, se les muestra el taller de rendimiento . Cada uno de los autos en Unlimited 2 se asigna a una categoría etiquetada de la A a la D y una subcategoría numerada del 1 al 3. A1, A2, A3, B1, etc. A diferencia de los dos juegos anteriores, ahora hay subcategorías D2 y D3 para acomodar la mayor cantidad de autos, donde anteriormente la categoría D se detenía en D1.
El mapa incluye las mismas regiones y características terrestres que sus juegos anteriores, así como algunas nuevas. Tiene desiertos, montañas, tundra, bosques, llanuras, montañas nevadas, bosques nevados y costas.
Los controles del juego son se mejoraron respecto a la entrega anterior. El uso de un controlador de consola permite un mejor manejo general de cada vehículo. El derrape juega un papel más importante en este juego que en el resto de la serie.
Unlimited introduce un modo de campaña. El jugador debe completar campeonatos para convertirse en el mejor piloto del mundo Gear.Club. Al igual que los otros juegos, cada uno consta de 4-8 eventos . Los tipos de eventos se transfieren de Gear.Club Unlimited, Road, Rally, Time Attack y Rival, y también agrega carreras Elimination y Versus. Cada evento le dará créditos al jugador y estrellas para desbloquear nuevas regiones en el mapa y más autos. Cada campeonato tiene una categoría o subcategoría asociada que lo acompaña. Solo los autos que pertenecen a esa categoría pueden competir en el campeonato. Por ejemplo, solo un automóvil de clase A2 puede competir en un campeonato A2, pero puede competir en un campeonato de clase A. Completar campeonatos completos otorgará créditos al jugador y desbloqueará el próximo campeonato de una serie. El objetivo del jugador es salvar a una familia de la bancarrota enfrentándose a pilotos de élite de todo el mundo.
Los coches se desbloquean encontrando el  concesionario de coches de la categoría correspondiente . Hay un distribuidor en cada región. Cada concesionario suele tener de tres a cinco vehículos diferentes. Ahora hay menos ediciones especiales que se pueden comprar, sin embargo, se pueden agregar más con DLC. Una vez que un jugador ha comprado un automóvil, puede usarlo inmediatamente. Cada carrera dañará un poco el automóvil y, eventualmente, deberá repararse en el taller de rendimiento. Retrasar el servicio limitando las colisiones con otros automóviles y barreras y permaneciendo en la carretera.
El taller de rendimiento es donde se pueden mejorar, reparar y personalizar los automóviles. Mejorar un automóvil le permitirá al jugador mantenerse competitivo en campeonatos y eventos multijugador. Hay varios talleres que pueden actualizar piezas. El Taller de Servicio se utiliza para reparar coches y se pueden construir un máximo de tres. Los autos pueden obtener nuevas partes cosméticas y kits de carrocería en el Taller de cosméticos, y pueden obtener nuevas pinturas en el  Taller de pintura. Unlimited 2 también agrega un nuevo método de personalización en el que se pueden aplicar calcomanías preestablecidas a los automóviles.
Unlimited 2 tiene multijugador local, multijugador en línea y ligas. Hasta 4 jugadores pueden competir entre sí a través de una pantalla dividida en el modo multijugador local. También pueden competir en tiempo real con otros jugadores en el modo multijugador en línea, una novedad para un juego de Gear.Club Unlimited 2 también presenta Clubs , grupos sociales que los jugadores pueden administrar y unirse. También pueden competir contra otros clubes.

## Contenido descargable
Unlimited 2 tiene múltiples paquetes de contenido descargable (DLC) para mejorar la experiencia del juego.

### Tracks Edition
Este paquete se lanzó el 25 de agosto de 2020 como paquete DLC y como juego separado. Cuesta $14.99 USD. Tracks Edition agrega carreras de resistencia al juego con 18 autos de carreras nuevos , algunos de ellos nuevos, mientras que otros son variantes de carreras de vehículos existentes. Esto incluye el Ford GT40, el Porsche 919 Hybrid, el Mercedes-AMG GT3, el Nissan GT-R LM NISMO y el  Bentley Continental GT3-R. También permite a los jugadores competir en las 24 Horas de Le Mans como una nueva campaña y otros eventos de resistencia y turismo.

### Porsche Edition
Este paquete cuesta $14.99 USD y agrega mucho al juego. Los jugadores ahora tienen acceso a tres nuevos vehículos Porsche: el Porsche 911 Carrera 4S, el Porsche 718 Cayman GT4 y el legendario Porsche 911 Type 930, el primer automóvil clásico que apareció en Gear.Club junto con eso, el paquete incluye un nuevo modo de juego de temporada, así como un puñado de nuevos campeonatos y eventos.

### Arrows Pack
Este paquete cuesta $3.99 USD. Agrega tres nuevos vehículos de edición especial al juego. Ahora se puede jugar con el Ford Mustang Police , el Jaguar F-Type R "Elite GTS" y el Alfa Romeo 8C Competizione "Ahoy". El paquete también agrega una hoja de pegatinas de "flechas" para personalizar los vehículos.

### Checkers Pack
Este paquete cuesta $2.99 USD. Agrega el BMW M4 Coupé "Wave", el Dodge Challenger "Menthol Green" y el Lotus Exige S "English Racing" a Unlimited 2. También agrega una "hoja de calcomanías de damas" para personalizar los vehículos.

### Hazards Pack
Este paquete cuesta $2.99. Incluye el BMW Z4 "Red Camo", el Mercedes-AMG C 63 S "Paint Stroke, el Ford Mustang GT 300 y el Dodge Challenger Sheriff. También incluirá un paquete de calcomanías con logotipos de peligro. El Mustang GT 300 también puede comprarse individualmente por $0.99.

### Wings Pack
Este paquete también cuesta $2.99 USD. Incluye el nuevo Alfa Romeo 8C Competizione "Ottanta" y el BMW M4 "Loyal", así como el Dodge Challenger "Ignition" existente. También incluirá una nueva hoja de calcomanías con calcomanías de "alas". El Dodge Challenger "Shark Fin" está disponible para su descarga gratuita por sí mismo.

### Ace of the Road Pack
El paquete Ace of the Road se lanzó junto con Tracks Edition. Son tres nuevas pinturas de edición especial de Gear.Club: True Racing , el Alfa Romeo 4C "Italian Pike", el BMW M2 Coupé "Sanguine" y el Chevrolet Corvette Stingray "Painterly".

### Classic Pack
El paquete Classics, también conocido como Gear.Club Classics, también se lanzó junto con Tracks Edition. Agrega otras tres pinturas especiales al juego, el Ford Focus RS "Chess", el McLaren 570S "Humble Bee" y el McLaren P1 "Cherry Flower".

## Desarrollo y lanzamiento
La planificación del juego comenzó en 2016. Las primeras etapas de desarrollo comenzaron a fines de 2016, mientras Gear.Club Unlimited se preparaba para su lanzamiento. Después de eso, Microids comenzó a dar pistas sobre una secuela de Unlimited. Se lanzó oficialmente el 14 de diciembre de 2018.
Gear.Club Unlimited 2: Porsche Edition y el DLC que lo acompaña se lanzaron el 14 de noviembre de 2019.

## Recepción
Gear.Club Unlimited 2 recibió críticas mixtas o promedio en Metacritic. Jeuxvideo declaró: "Con 51 vehículos y algunos entornos más diversificados, Gear.Club Unlimited 2 es un juego de arcade con un gran contenido, jugable solo o en modo multijugador. Es una excelente manera de conducir libremente debido a las pistas interconectadas, incluso si el hardware a veces se siente un poco ligero para el motor del juego". Por otro lado, New Game Network lo describió como "una secuela rápida que solo mejora marginalmente a su predecesor decepcionante. Cualquier avance se deshace en gran medida por problemas no resueltos del año pasado y algunos problemas nuevos de rendimiento".